# Frank Strobel
Pour les articles homonymes, voir Strobel.
 Frank Strobel est un chef d'orchestre allemand né en 1966 à Munich.

## Biographie
Frank Strobel naît à Munich en 1966. Il grandit dans l'environnement du cinéma de ses parents et entre ainsi très tôt en contact avec la musique. Il apprend le montage et développe une relation étroite avec les films et avec la musique de film. Il devient musicien puis chef d'orchestre, créant ou reprenant des œuvres de Sergueï Prokofiev, Franz Schreker et Siegfried Wagner.
Jusqu'à la mort du compositeur, il entretient avec Alfred Schnittke une relation artistique qui se reflète dans de nombreuses créations et enregistrements de CD avec le Rundfunk-Sinfonieorchester Berlin.
En 1992, il dirige au Vieil opéra de Francfort la musique composée par Alfred et Andrej Schnittke pour le film muet La Fin de Saint-Petersbourg diffusée par la ZDF. En 1993, il joue avec l'Orchestre philharmonique de Moscou la musique composée par Schnittke sur l'adaptation par Iouri Kara du Maître et Marguerite de Mikhaïl Boulgakov et crée avec l'Orchestre national de Russie le Concerto Grosso no 5.
Il est arrangeur et éditeur des œuvres du compositeur qu'il fait connaître comme créateur de musique de film dans les pays germanophones depuis 2001. Dans les années 2000, avec la RSB, il enregistre un certain nombre de pièces de Schnittke, qu'il édite à la demande de ce dernier et les présente ainsi au public pour la première fois.
Frank Strobel fait depuis des années un travail de pionnier dans le domaine interdisciplinaire du cinéma et de la musique.
Jusqu'en 1998, il est chef d'orchestre principal de l'Orchestre du cinéma allemand de Babelsberg (de). Il est directeur de l'Orchestre philharmonique du cinéma européen (de) depuis 2000 et est également conseiller artistique du programme de cinéma muet ZDF/Arte. Il est l'un des protagonistes du concept film en concert dans le cadre duquel il a présenté des programmes au Royal Albert Hall de Londres avec le film de science-fiction Matrix, à la Scala de Milan, au Teatro Colón de Buenos Aires.
Pour Deutschlandradio et ZDF/Arte, il dirige en 1997 l'Orchestre symphonique de la radio de Berlin pour l'enregistrement et la première à Francfort de la musique de film de 130 minutes pour grand orchestre composée par Taras Bujevski pour La Ligne générale de Sergueï Eisenstein. En 2003 et 2004, il remporte un grand succès à Berlin et Moscou avec le concert du film Alexandre Nevski sur la musique de Sergueï Prokofiev qu'il reprend avec la RSB, une première mondiale pour l'arrangement de Strobel qui a reconstruit la partition originale et l'a réassemblée. Cela lui a valu la plus haute distinction civile de Russie qu'il a reçue en novembre 2004 au théâtre Bolchoï de Moscou. En 2006, le film Rosenkavalier sur la musique de Richard Strauss interprétée par la Staatskapelle de Dresde est à nouveau jouée sous la direction de Strobel.
Après le travail sur des musiques originales et la création de nouvelles compositions, quarante classiques du cinéma muet sont mis en musique, brillant d'un nouvel éclat sous sa direction dans les salles de concert et les cinémas et connaissent un grand intérêt, notamment à travers les diffusions par les chaînes de télévision ZDF, Arte, SDR, SR et 3sat qui organisent les événements en coopération avec Deutschland Radio Berlin pour les enregistrements. Sa direction de l'orchestre de la RSB lors de la première mondiale de la version reconstruite de Metropolis, le 12 février 2012 au Friedrichstadt-Palast de Berlin a reçu un excellent écho médiatique. Il a également interprété le film de Fritz Lang Les Trois Lumières dans la version restaurée numériquement en 2016, sur la musique de Cornelius Schwehr (de), commande de ZDF/Arte.
Depuis l'automne 2021, avec un concert inaugural le 2 septembre 2021, Frank Strobel est le nouveau chef d'orchestre de l'Orchestre de la maison de la radio de la WDR (de) de Cologne.
Frank Strobel travaille également sur de nouveaux longs métrages au cinéma et à la télévision, dirigeant des orchestres européens de premier plan tels que ceux du Royaume-Uni et des États-Unis, ainsi que sur des sorties de radio et de disques. Les ciné-concerts du Orchestre symphonique d'Hambourg (de) dans la Salle Laeisz (de) sous la direction de Strobel sont légendaires, avec lesquels il effectue une tournée en Allemagne sous la bannière de la station de radio privée Klassik Radio (de).
Il dirige en 2020 l'Orchestre national de Lyon pour l'enregistrement à l'auditorium Maurice-Ravel de la bande-originale du film d'Alexandre Astier Kaamelott : Premier Volet composée par le réalisateur-auteur-acteur-monteur. Alexandre Astier souhaite finaliser le montage selon la musique enregistrée. Frank Strobel et l'orchestre travaillent ainsi uniquement sur ses indications et quelques images du tournage.
En Juillet 2024, il dirige l'Orchestre national de France, l'Orchestre philharmonique et le Chœur de Radio France lors de la première mondiale en ciné-concert de la sixième restauration de Napoléon vu par Abel Gance à La Seine musicale.
Frank Strobel est un globe-trotter qui a parcouru toute l'Europe, certaines parties de l'Amérique du Nord, centrale et du Sud et l'Asie à travers sa musique. Il vit à Berlin et à Lyon.